# Joanna (1968)
Joanna is een Brits comedy-drama uit 1968 onder regie van Michael Sarne, die ook het scenario schreef. De hoofdrollen worden vertolkt door Geneviève Waïte, Christian Doermer, Calvin Lockhart en Donald Sutherland.

## Verhaal
Joanna, een naïeve kunststudente in Swinging Londen, heeft een romantische relatie met haar leraar, de aspirant-kunstschilder Hendrik Casson. Uiteindelijk verlaat ze hem voor de arme Dominic, terwijl haar fortuinjagende vriendin Beryl een relatie aanknoopt met de behoorlijk rijke Lord Sanderson.
Ze reizen naar Sandersons vakantiehuis in Marokko, waar hij onthult dat hij terminaal ziek is en een tentoonstelling van Hendriks schilderijen sponsort. Ondertussen dumpt Dominic Joanna omdat ze weigert te stoppen met het daten met andere mannen.
Joanna's volgende minnaar, Beryls broer Gordon, maakt haar zwanger. Wanneer hij in elkaar getimmerd wordt door criminelen bij wie hij schulden heeft, neemt Gordon wraak door een van hen te vermoorden. Hij wordt veroordeeld voor moord en naar de gevangenis gestuurd, waardoor Joanna alleen achterblijft met hun ongeboren kind.

## Rolverdeling
| Acteur               | Personage            |
| -------------------- | -------------------- |
| Geneviève Waïte      | Joanna               |
| Christian Doermer    | Hendrik Casson       |
| Calvin Lockhart      | Gordon               |
| Donald Sutherland    | Lord Peter Sanderson |
| Glenna Forster-Jones | Beryl                |
| David Scheur         | Dominic Endersley    |
| Marda Vanne          | Granny               |
| Geoffrey Morris      | the father           |
| Michelle Cook        | Margot               |
| Manning Wilson       | Inspector            |
| Clifton Jones        | black detective      |
| Dan Caulfield        | white detective      |
| Michael Chow         | Lefty                |
| Anthony Ainley       | Bruce                |
| Jane Bradbury        | Angela               |
| Fiona Lewis          | Miranda De Hyde      |
| Michael Sarne        | film director        |

## Prijzen en nominaties
De film werd genomineerd voor een Golden Globe Award in de categorie "Beste buitenlandse film – Engelse taal".